# Mansplaining
Mansplaining (do inglês: man = homem, e splaining = a forma informal do verbo explain, que significa explicar) é um termo que significa "(um homem) comentar ou explicar algo a uma mulher de uma maneira condescendente, excessivamente confiante, e, muitas vezes, imprecisa ou de forma simplista". A autora Rebecca Solnit atribui o fenômeno a uma combinação de "excesso de confiança e falta de noção". Lily Rothman da revista americana The Atlantic define o termo da seguinte forma: "explicar sem levar em conta o fato de que quem é explicada sabe mais do que quem explica, o que é geralmente feito por um homem a uma mulher".
Em seu uso original, o mansplaining se diferenciava de outras formas de condescendência, na medida em que se baseia na suposição de que um homem provavelmente tem mais conhecimento do que uma mulher.   No entanto, o termo passou a ser usado de forma mais ampla, muitas vezes aplicado quando um homem toma um tom condescendente em uma explicação para qualquer pessoa, independentemente da idade ou sexo dos destinatários pretendidos.  Em 2010, mansplaining foi nomeado pelo New York Times como uma das suas "Palavras do Ano".

## Origens

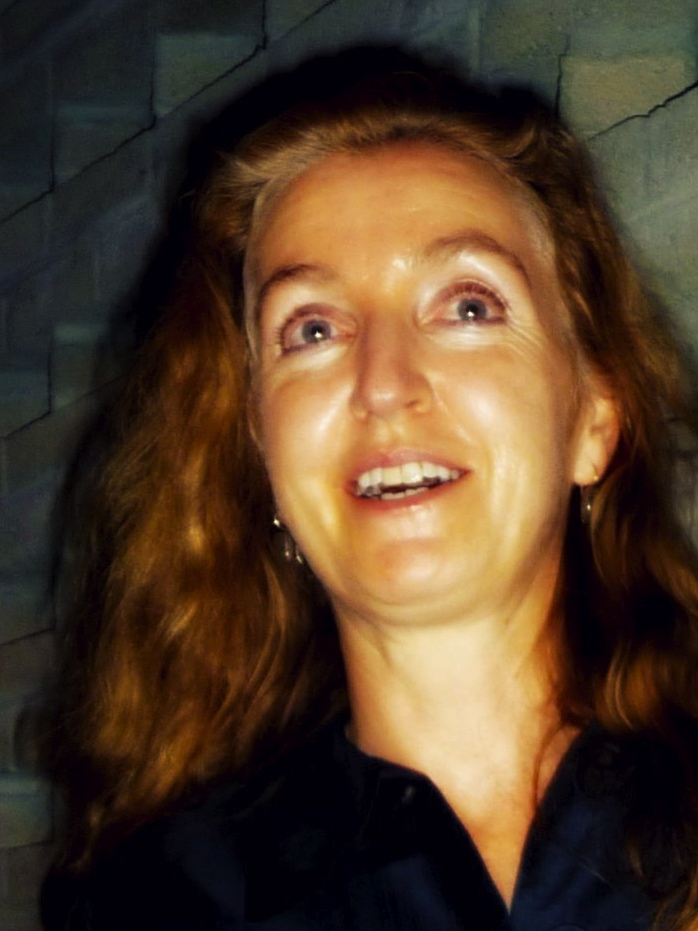
Rebecca Solnit (em 2010). Ela inspirou, mas não criou o termo.

O verbo splain está em uso há mais de 200 anos, originalmente como uma pronúncia coloquial de explain. Cada vez mais se referia a explicações condescendentes ou verbosas. O termo "mansplaining" foi inspirado por um ensaio, "Os homens explicam coisas para mim: os fatos não ficaram em seu caminho", escrito por Rebecca Solnit (em tradução livre) e publicado no TomDispatch.com no dia 13 de abril de 2008. No ensaio, Solnit contou uma anedota sobre um homem em uma festa que disse ter ouvido que ela havia escrito alguns livros. Ela começou a falar sobre seu livro mais recente, sobre Eadweard Muybridge, quando o homem a interrompeu e perguntou se ela tinha "ouvido sobre o importante livro sobre Muybridge que saiu este ano" - não considerando que poderia ser (como, de fato, foi) o próprio livro de Solnit. Solnit não usou a palavra "mansplaining" no ensaio, mas descreveu o fenômeno como "algo que toda mulher conhece".
Solnit depois publicou Men Explain Things to Me (2014), uma coletânea de sete ensaios sobre temas semelhantes. "As mulheres, incluindo profissionais e especialistas, são rotineiramente vistas ou tratadas como menos dignas de crédito do que os homens", escreveu ela no ensaio do título, e seus insights ou mesmo testemunhos legais são descartados, a menos que sejam validados por um homem. Ela argumentou que esse era um sintoma de um fenômeno generalizado que "impede as mulheres de falarem e de serem ouvidas quando ousam; que esmaga as mulheres jovens em silêncio indicando, como o assédio na rua o faz, que esse não é seu mundo.  Ele nos treina em insegurança e autolimitação ao mesmo tempo que exercita o excesso de confiança em homens".

## Críticas
Meghan Daum, colunista do Los Angeles Times reconhece a pertinência do termo, principalmente quando este surgiu. Mas segundo ela, desde que o termo se popularizou, ele vem perdendo o sentido ao ser frequentemente usado para criticar qualquer homem que diga qualquer coisa a uma mulher. Joshua Sealy-Harrington e Tom McLaughin vão além em um artigo para o jornal The Globe and Mail ao dizerem que o mansplaining virou um ad hominem constantemente usado para silenciar o debate. Para Benjamin Hart, a palavra perdeu seu sentido original e hoje é utilizado para inflamar a guerra de gêneros na internet. Cathy Young do Washington Post alega que essa fixação feminista em criar neologismos depreciativos com o prefixo "Man" (homem) é resultado de uma cultura de misandria que não ajuda em nada a diminuir o sexismo.